# Мусса, Юсиф
Юси́ф Дауда́ Мусса́ (фр. Yussif Daouda Moussa; род. 4 сентября 1998, Аккра, Гана) — нигерский футболист ганского происхождения, нападающий клуба «Ильвес».

## Карьера
Начал карьеру в «АС Полис». В 2019 году стал игроком финского клуба «Ильвес». Дебютировал в Вейккауслиге весной 2019 года в матче с «Кокколан ПВ».
В августе 2020 года стал игроком клуба «Бней Иегуда». Зимой 2022 года снова вошёл в ряды финского «Ильвеса».